# Меченый травяной усач
Меченый травяной усач (лат. Phytoecia virgula) — вид жесткокрылых из семейства усачей.

## Распространение
Распространён в Европе, Турции, России, на Кавказе, Ближнем Востоке и в Казахстане.

## Описание
Жук длиной от 6 до 12 мм. Время лёта с апреля по июль.

## Развитие
Жизненный цикл вида длится год. Кормовыми растениями являются различные травянистые растения родов: тысячелистник (Achillea), полынь (Artemisia), морковь (Daucus), пижма (Tanacetum), девясил (Inula) и ястребинка (Hieracium).